# Upplands regemente (signal)
Upplands regemente (S 1) var ett signalförband inom svenska armén som verkade i olika former åren 1937–2006. Förbandsledningen var förlagd i Enköpings garnison i Enköping.

## Historia

### Bildandet
Regementet har sitt ursprung i det fältsignalkompani som skapades 1871 och som 1902 ombildades till Fälttelegrafkåren. Genom försvarsbeslutet 1936 bestämdes att truppslaget fortifikationen skulle delas i tre delar: ingenjörtrupperna, signaltrupperna och fortifikationskåren. Därigenom bildades den 1 juli 1937 Signalregementet tillhörande signaltrupperna. Signalregementet förlades inledningsvis till Marieberg i Stockholm, men flyttade successivt åren 1938–1945 till ett nyuppfört kasernetablissement i Lilla Frösunda.
Inför 1955 års riksdag föreslog arméchefen Carl August Ehrensvärd vissa ändringar i arméns organisation, bland annat gällande Upplands regemente (I 8), Signalregementet (S 1) och Arméns signalskola (SignS). Gällande Upplands regemente föreslog chefen för armén att regementet skulle avvecklas och dess kasernetablissement skulle övertas av Signalregementet (S 1) och Arméns signalskola (SignS). 
Bakgrunden till att chefen för armén önskade avveckla Upplands regemente var att regementets närövningsfält i Hågadalen ansågs ha en begränsad användbarhet, vidare ansågs inte heller regementets övnings- och skjutfält uppfylla de säkerhets- och utbildningskrav som vid den tiden ställdes på stridsutbildning av infanteribrigader. Tillväxten av Uppsala som stad förhindrade även att utvidga skjutfältet.
Chefen för armén hade även undersökt möjligheten att förlägga Signalregementet och Arméns signalskola till Strängnäs garnison. Ett sådant alternativ ansågs dock försvåra samverkan med Televerket, samt att rekrytering av erforderliga lärare ansågs lättare om Signalregementet var lokaliserats till Stockholm eller Uppsala. 
Uppsala kommun hade samtidigt framfört ett intresse till staten om att få disponera marken mellan Akademiska sjukhuset och Ulleråkers sjukhus, den mark som regementet var förlagt på. Dock föreslog både Uppsala kommun samt Landstinget i Uppsala län samtidigt till försvarsdepartementet att Upplands regemente skulle bibehållas som infanteriregemente, men då på ett nyuppfört etablissement i närheten av staden. 
Regeringen förordade dock det förslag som chefen för armén lagt fram, men menade samtidigt att regementet med dess traditioner samt anknytning till bygden var av stort värde och inte fick gå förlorat. Vidare ansågs att den tekniska utvecklingen inte fick förhindras. Därmed föreslogs att Upplands regemente tillsammans med Signalregementet skulle omorganiseras till Upplands signalregemente. 
Samhörigheten med bygden skulle säkerställas genom att värnpliktiga rekryterades från Uppland, samt att delar av regementets personalkår skulle kunna kvarstanna vid regementet även efter omorganisationen.
Den 1 april 1957 flyttade Signalregementet till Upplands regementes kasernområde i Uppsala och bildade Upplands signalregemente. Från den 1 april 1957 blev Arméns signalskola administrativt underställd Upplands signalregemente. Dock kvarstod Arméns signalskola i Stockholm fram till den 28 september 1958.
Under Upplands regementes tid i Uppsala fullgjorde Sveriges siste indelte soldat Knut Ramén trots hög ålder sin kontrakterade repetitionstjänstgöring, de sista åren med stillsamma arbetsuppgifter.

### OLLI-reformen
I samband med OLLI-reformen, vilken genomfördes inom försvaret åren 1973–1975, sammanslogs Upplands signalregemente (S 1) med Uppsala försvarsområde (Fo 47) och Västmanlands försvarsområde (Fo 48) och bildade den 1 juli 1974 ett försvarsområdesregemente under namnet Upplands regemente (S 1/Fo 47/48). Detta medförde att Göta livgarde (P 1), som ingick i Uppsala försvarsområde, kom att bli ett B-förband (utbildningsregemente) och dess mobiliserings- och materialansvar överfördes till Upplands regemente, som blev ett A-förband (försvarsområdesregemente).

### 1974 års regeringsform
I samband med att 1974 års regeringsform trädde i kraft den 1 januari 1975, ändrades namnet från Kungliga Upplands regemente till enbart Upplands regemente. Samtidigt fråntogs Konungen den formella rollen som högste befälhavare för krigsmakten, vilket även kom att gälla rollen som förbandschef över gardesförbanden. Från den 1 januari 1975 blev monarken istället hederschef över gardesförbanden.

### Försvarsbesluten
I Kungl. Maj:t proposition 1973:135 föreslog regeringen att Göta livgarde (P 1) i Enköpings garnison skulle avvecklas, samt att Pansartruppernas kadett- och aspirantskola (PKAS), som var knuten till Göta livgarde, skulle omlokaliseras till Skåne. Det kasernetablissement som då Göta livgarde skulle efterlämna föreslogs att övertas av Upplands signalregemente, som då skulle omlokaliseras till Enköping. Chefen för armén ville dock att regementet skulle kvarstå i Uppsala till 1990-talet och att Göta livgarde skulle bibehållas i fredsorganisationen. Något beslut i frågan kom inte med propositionen, bland annat genom att regementets materiel hade en viss störande inverkan på radiostationen i Vallby. 
I Kungl. Maj:t proposition 1974:50 framförde regeringen återigen förslaget om att lägga ned Göta livgarde och att omlokalisera Upplands signalregemente. Detta kom till slut att fastställas genom försvarsbeslutet 1977 och regeringens proposition 1977/78:65. Den 30 juni 1980 avvecklades Göta livgarde (P 1). Omlokaliseringen av verksamheten i Uppsala pågick sedan fram till sommaren 1982. Först in i Enköping var Arméns stabs- och sambandsskola (StabSbS), (senare Ledningsskolan (LedS), vari även ingick Signaltruppernas officershögskola (SignOHS), vilka flyttade till Enköping den 18 maj 1982, den 1 juni 1982 flyttade Upplands regemente officiellt till Enköping. Avvecklingen av Göta livgarde samt omlokaliseringen av Upplands regemente var en del av den så kallade mälarkarusellen.
Genom försvarsbeslutet 1982 avvecklades Göta signalregemente (S 2) som ett självständigt förband och uppgick som en utbildningsbataljon i Livregementets husarer (K 3). Detta medförde att Upplands regemente övertog huvuddelen av utbildningsansvaret av värnpliktiga till signaltrupperna i södra Sverige.
Den 30 juni 1990 avskildes Västmanlands försvarsområde (Fo 48) från regementets försvarsområdesstab och bildade den 1 juli 1990 en självständig stab som den 1 juli 1994 antog namnet Västmanlands regemente (Fo 48).
Genom försvarsbeslutet 1992 skulle de utbildningsregementen som inte uppsatte ett krigsförband i regementesstorlek, inte fortsätta att kallas regemente, eftersom regeringen ansåg att grundorganisationen skulle spegla krigsorganisationen. Upplands regemente som var ett försvarsområdesregemente, samt hade mobiliseringsansvar för halva Södermanlandsbrigaden, bibehöll dock sin status som regemente, medan Norrlands signalregemente reducerades till Norrlands signalkår.
Genom försvarsbeslutet 1996 avvecklades Västmanlands regemente och uppgick den 29 augusti 1997 i Upplands regemente som Västmanlandsgruppen. Officiellt och formellt gällde den ny organisationen dock den 1 januari 1998.

### Solitären inom truppslaget
Inför försvarsbeslutet 2000 föreslog regeringen i sin propositionen för riksdagen att den taktiska nivån skulle reduceras genom att fördelnings- och försvarsområdesstaber samt marinkommandon och flygkommandon skulle avvecklas. Detta för att utforma ett armétaktiskt, marintaktiskt respektive flygtaktiskt kommando vilka skulle samlokaliseras med operationsledningen. Förslaget innebar att samtliga försvarsområdesstaber skulle avvecklas, vilket inkluderade staben vid Upplands regemente. Vidare skulle endast ett förband kvarstå inom singaltrupperna, där valet stod mellan Upplands regemente och Norrlands signalkår i Bodens garnison. 
Dock ansåg regeringen att produktionsförutsättningarna samt tidigare investeringarna entydigt talade för att bibehålla Upplands regemente. Även rekrytering och personalförsörjning bedömdes vara bättre i Enköping än i Boden. Regeringen valde därmed att föreslå en avveckling av Norrlands signalkår (S 3). Men i samma förslag ansåg regeringen att det var viktigt signalförbanden även gavs vinterförmåga. Därmed skulle en signalbataljon behållas i Boden och inordnas under Norrbottens regemente (I 19). Den 30 juni 2000 avvecklades försvarsområdesstaben vid regementet och den 1 juli 2000 antog regementet en organisation som ett utbildningsregemente.
Inför försvarsbeslutet 2004 föreslog regeringen för riksdagen att all ledningsutbildning skulle lokaliseras till Enköping, det för att nå en rationell utbildningsvolym. Regeringen ansåg i sitt förslag att man skapade förutsättningar till att Upplands regemente skulle kunna utvecklas till ett kompetenscentrum för ledningsfunktionen inom Försvarsmakten. Vidare bedömdes att huvuddelen av all personal till ledningsförbanden på lång sikt skulle grundutbildas, vid det man kallade, ledningsregementet. Enköping bedömdes ha goda övnings- och skjutfält för utbildning av ledningsenheter, samt närhetet till Stockholm och Uppsala ansågs inge en stor betydelse gällande utveckling av ledningssystemet i det nätverksbaserade försvaret. I regeringens avvägning mellan en rationell utbildningsvolym samt förmågan att uppträda i subarktisk miljö, ansåg man att uppnå en rationell utbildningsvolym skulle prioriteras. Den subarktiska förmågan ansåg man kunde upprätthållas dels hos delar av officerskåren, men även genom Utvecklingsenhet Vinter i Boden. Därmed föreslogs att avveckla Norrlands signalbataljon.
Från den 1 januari 2005 kvarstod Upplands regemente som ensamt förband inom signaltrupperna. Norrlands signalbataljon övergick den 1 januari 2005 till en avvecklingsorganisation fram till dess att avvecklingen skulle vara slutförd senast den 30 juni 2006.
I budgetpropositionen för 2007 års statsbudget, som riksdagen antog, innehöll även en utveckling av försvarsmaktsgemensamma enheterna, detta medförde att Upplands regemente avvecklades den 31 december 2006. Från 1 januari 2007 bildades det nya försvarsmaktsgemensamma förbandet Ledningsregementet, med överste Lena Hallin som regementschef. Ledningsregementet kom i princip att överta Upplands regementes uppgifter, men med större inflytande från marinen och flygvapnet.

## Ingående enheter

### 6.pansargruppen
6. pansargruppen (6. pgrp) var ett pansarförband som bildades den 1 juli 1979. Pansargruppen bildades av tre pansarbataljoner från den upplösta Blåa brigaden (PB 6). Upplands regemente som innehade rollen som försvarsområdesregemente hade mobiliseringsansvaret för brigaden. Då brigadens pansarbataljoner kvarstod efter att brigaden upplöstes, kvarstod även Upplands regemente som mobiliseringsmyndighet. Detta var ett resultat av att riksdagen endast beslutat att fredsorganisationen skulle minskas, men att brigadens pansarbataljoner skulle kvarstå i krigsorganisationen. Något som med automatik medförde en belastning för andra utbildningsförband, då pansarbataljonerna utbildades vid de kvarvarande pansarförbanden. År 1981 påbörjades dock en överföring av bataljonerna till Södermanlands regemente (P 10). Där 1. pansarbataljonen var först ut och kom att bilda stommen i den nyuppsatta Södermanlandsbrigaden (MekB 10). Upplands regemente kom dock att kvarstå som mobiliseringsmyndighet för de bataljoner som tidigare tillhört Blåa brigaden (PB 6), vilka var utgångsgrupperade i Uppsala län. Den organisationen levde kvar fram till avvecklingen av Södermanlandsbrigaden (MekB 10).

### Arméns signalskola
Arméns signalskola (SignS) var en truppslagsskola som bildades 1942 i Lilla Frösunda i Solna. Skolan flyttades 1945 till Marieberg i Stockholm. Genom samma riksdagsbeslut som beslöt en flytt av Signalregementet till Uppsala, beslöts även att Arméns signalskola administrativt skulle underställas Signalregementet. Den 29 september 1958 flyttades skolan från Stockholm till Uppsala, där den förlades till kasern 1 på Polacksbacken. Den 1 juli 1965 sammanslogs skolan med Stabsbiträdesskolan (StabsbitrS) och bildade Arméns stabs- och sambandsskola.

### Uppsala försvarsområde
Uppsala försvarsområde (Fo 47) var ett försvarsområde bildades den 1 oktober 1942. Försvarsområdet hade sin stab ursprungligen lokaliserad till Lindgrens matsalar på Nedre Slottsgatan 1D i Uppsala. Den 1 januari 1948 utgick Västerås försvarsområde (Fo 48) samt Norrtälje försvarsområde (Fo 45), vilket medförde att Uppsala försvarsområde kom att omfatta hela Västmanlands län samt delar av det tidigare Norrtälje försvarsområde, vilket delades mellan Uppsala och Stockholms försvarsområde. År 1951 lokaliserades staben till den före detta sjukhus byggnad vid Upplands artilleriregemente (A 5) vid Dag Hammarskjölds väg. 
I samband med OLLI-reformen integrerades försvarsområdet i Upplands regemente den 1 juli 1974. Den 1 juli 1990 delades försvarsområdet i två delar, där Västmanland bildade en egen självständig försvarsområdesstab i Västerås. År 1982 omlokaliserades försvarsområdesstaben med regementet till Enköpings garnison. Den 1 januari 1998 tillkom Västmanlands försvarsområde igen. Försvarsområdet omfattade återigen Uppsala- och Västmanlans län, därav antogs staben namnet Uppsala- och Västmanlands försvarsområde (Fo 48). Uppsala försvarsområde upplöstes och avvecklades i samband med försvarsbeslutet 2000 den 30 juni 2000.

## Förläggningar och övningsplatser

### Förläggning
När förbandet bildades som Fälttelegrafkåren 1902, förlades förbandet i lilla kasernen vid Jaktvarvet. År 1908 omlokaliserades förbandet till Marieberg, där de övertog kasernerna från Svea trängkår, vilka omlokaliserats året innan till Örebro. År 1915 omlokaliserades radiokompaniet till Frösunda. Den 20 maj 1938 omlokaliserades 3:e och 4:e kompaniet till Frösunda. Den 19 oktober 1940 omlokaliserades större delen av förbandet till Frösunda. Kvar i Marieberg blev delar av Arméns signalskola (SignS), vilka var förlagda där fram till den 29 september 1958. 
Då skolan omlokaliserades till Uppsala, dit förbandet hade omlokaliserats redan ett år tidigare, närmre bestämt den 1 april 1957. I Uppsala övertogs kasernområdet från det avvecklade infanteriregementet Upplands regemente. Inflyttningen av förbandet pågick fram till den 4 december 1957. I Uppsala blev förbandet kvar fram till den 1 juni 1982, då det övertog kasernområdet från det avvecklade Göta livgarde. Det kasernetablissement som regementet lämnade i Frösunda, övertogs av Svea ingenjörkår (Ing 1).

### Detachement
Signalregementet har sedan dess bildande haft ett flertal detachement över hela landet.
- Signalregementets kompani i Boden (S 1 B) bildades den 1 juli 1937 som Bodens signalkompani. Kompaniet har sitt ursprung från det telegrafkompani som åren  1925–1937 ingick i Bodens ingenjörkår (Ing 4) och åren 1910–1925 i Fälttelegrafkårens detachement i Boden. Den 4 december 1942 organiserades kompaniet som Signalregementets kompani i Boden. Den 1 juli 1954 omorganiserades kompaniet till Signalbataljonen i Boden. År 1955 avskiljdes bataljonen och bildade ett fristående förband, för att 1957 organiseras som Norrlands signalbataljon.[4]
- Signalregementets kompani i Kristianstad (S 1 K) bildades som ett provisoriskt detachement den 1 oktober 1944. Dock kom kompaniet aldrig övergå till en fast organisation, utan övergick 1950 till mobiliseringscentral underställd Norra skånska infanteriregementet (I 6).[4]
- Signalregementets kompani i Skövde (S 1 Sk) bildades den 1 april 1944 och samlokaliserades med Livregementets husarer (K 3) på heden. Omorganiserades den 1 april 1957 till Upplands signalregementets kompani i Skövde. Den 1 juli 1958 avskiljdes kompaniet från Upplands regemente och bildade Signalbataljonen i Skövde (S 2). År 1961 omlokaliserades bataljonen till Karlsborgs garnison, där den organiserades som Göta signalkår (S 2).[22]
- S 1 Solnadel (S 1 S) var beteckningen på den del (8. kompaniet) som var kvar i Solna fram till den 4 december 1957, efter att huvuddelen av regementet omlokaliserades den 1 april 1957 till Uppsala.[4]
- S 1 Uppsaladel (S 1 U) var beteckningen på regementet för att referera till Uppsala fram till den 4 december 1957, då en mindre del kvarstod fram till dess i Solna.[22]

## Heraldik och traditioner

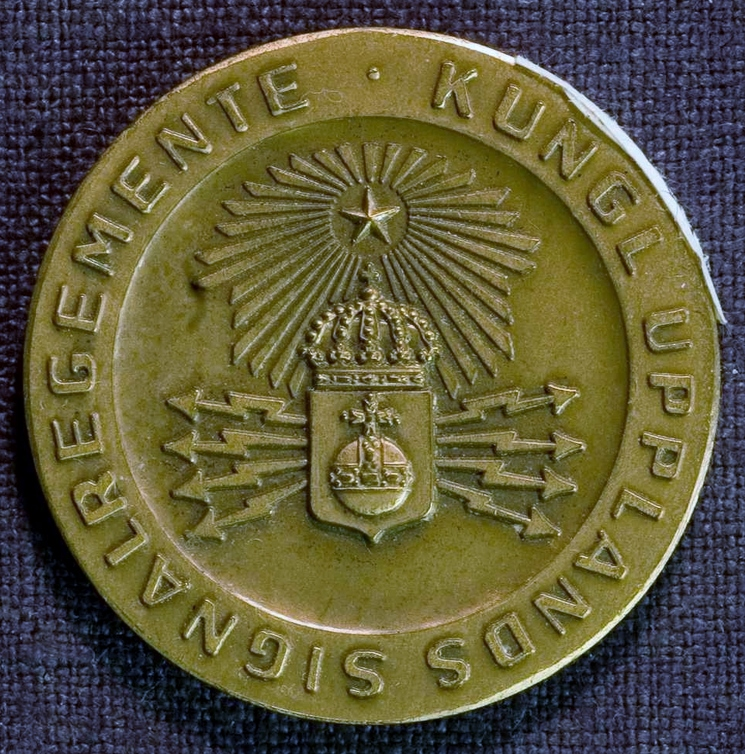
Minnesmedlaj över Upplands signalregemente från 1975.

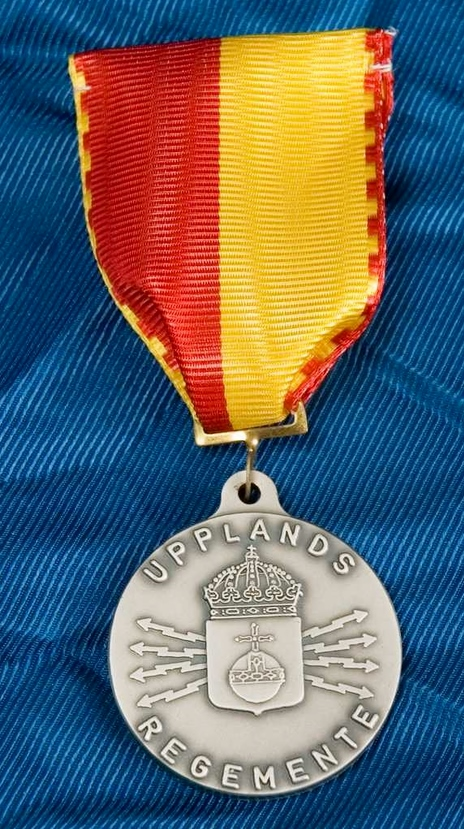
Upplands regementes förtjänstmedalj i silver från 2000.

### Förbandsfanor
I samband med Fortifikationens 300-årsjubileum tilldelades Fälttelegrafkåren en fana av Gustaf V. Fanan var då försedd med lilla riksvapnet i övre inre hörnet. År 1959 ersattes det med Upplands landskapsvapen. I samband med att Upplands regementes (I 8) avvecklades överfördes dess fana den 30 mars 1957 till Upplands signalregemente. Upplands signalregemente övertog därmed även segernamnen från Upplands regemente. Upplands signalregemente förde fanan jämsides med sin ursprungliga fana. Den 20 maj 2000 tilldelade ÖB Johan Hederstedt en ny fana till Upplands regemente, vilken även den fördes vid sidan om regementets ursprungliga fana.

### Kamratförening
Vid Upplands regemente bildades den 14 juni 1983 kamratföreningen Upplands regementes kamratförening, från 2019 Ledningsregementets kamratförening, vilken är en ideell förening och har som syfte att vara en länk och samlingsplats mellan anställda eller värnpliktiga som tjänstgjort vid Upplands regemente och Ledningsregementet, vidare vårdar föreningen förbandets minne och traditioner.

### Utmärkelsetecken
I samband med att regementet upphörde som ett försvarsområdesregemente den 30 juni 2000 instiftades Upplands regementes förtjänstmedalj i guld och silver (UpplregGM/SM). Vid sidan om den instiftades även Uppsala och Västmanlands försvarsområdes (Fo 47) minnesmedalj i silver (UpplVästmlfoMSM). I samband med att regementet upplöstes 2006 och bildade det nya regementet Ledningsregementet instiftades 2007 Upplands regementes minnesmedalj i brons (UpplregMBM).

## Förbandschefer
- 1937–1942: Gottfried Hain [h]
- 1942–1945: Harald Hægermark
- 1945–1948: Åke Sundberg
- 1948–1955: Casa Crafoord
- 1955–1963: Sven Almqvist
- 1963–1968: Ivar Syberg
- 1968–1971: Lennart Ljung
- 1971–1974: Arne Risling
- 1974–1976: Curt Helmfrid
- 1976–1982: Carl-Ivar Lindgren
- 1982–1990: Fredrik Lilliecreutz
- 1990–1999: Lennart Johansson
- 1999–2000: Björn Karlsson
- 2000–2004: Lars-Olof Johansson
- 2004–2006: Mats O Blom

## Namn, beteckning och förläggningsort
| Kungl. Signalregementet         | 1937-07-01 | – | 1957-03-31 |
| Kungl. Upplands signalregemente | 1957-04-01 | – | 1974-06-30 |
| Kungl. Upplands regemente       | 1974-07-01 | – | 1974-12-31 |
| Upplands regemente              | 1975-01-01 | – | 2006-12-31 |

| S 1          | 1937-07-01 | – | 1974-06-30 |
| S 1/Fo 47/48 | 1974-07-01 | – | 1990-06-30 |
| S 1/Fo 47    | 1990-07-01 | – | 2000-06-30 |
| S 1          | 2000-07-01 | – | 2006-12-31 |

| Stockholms garnison (F)      | 1937-07-01 | – | 1957-03-31 |
| Uppsala garnison (F)         | 1957-04-01 | – | 1982-05-30 |
| Enköpings garnison (F)       | 1982-06-01 | – | 2006-12-31 |
| Skövde garnison (D)          | 1944-04-01 | – | 1961-03-31 |
| Bodens garnison (D)          | 1915-01-01 | – | 1925-10-31 |
| Bodens garnison (D)          | 1937-07-01 | – | 1957-03-31 |
| Kristianstads garnison (D)   | 1944-10-01 | – | 1950-??-?? |
| Hågadalens skjutfält (Ö)     | 1957-04-01 | – | 1982-05-30 |
| Enköpings närövningsfält (Ö) | 1980-07-01 | – | 2006-12-31 |
| Veckholms skjutfält (Ö)      | 1980-07-01 | – | 2006-12-31 |

## Populärkultur
TV-serien Någonstans i Sverige (1973) samt filmen Repmånad (1979) är delvis inspelade på Upplands regemente i Uppsala.

## Galleri

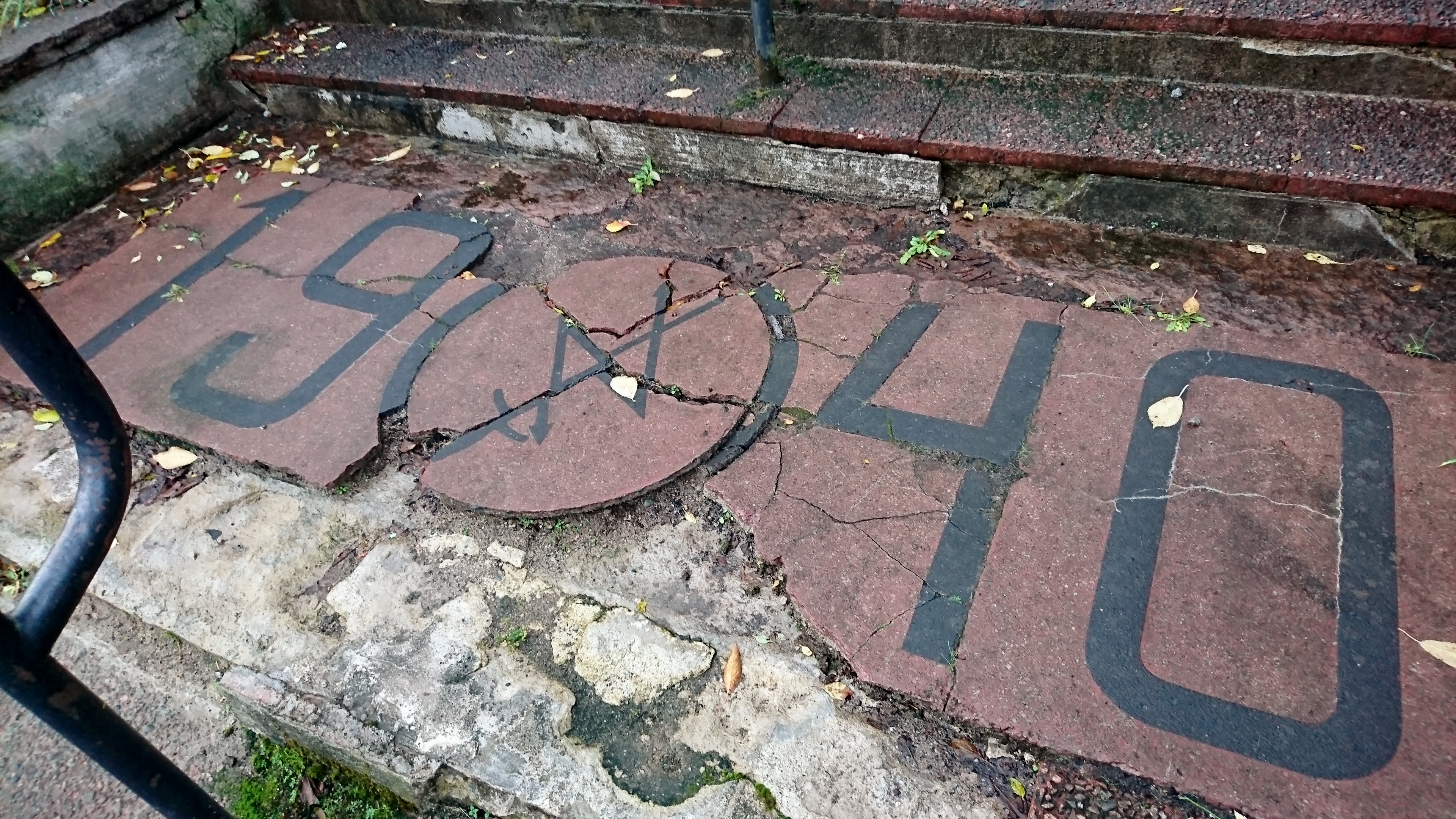
Minnesmärke utanför regementets kanslihus i Lilla Frösunda
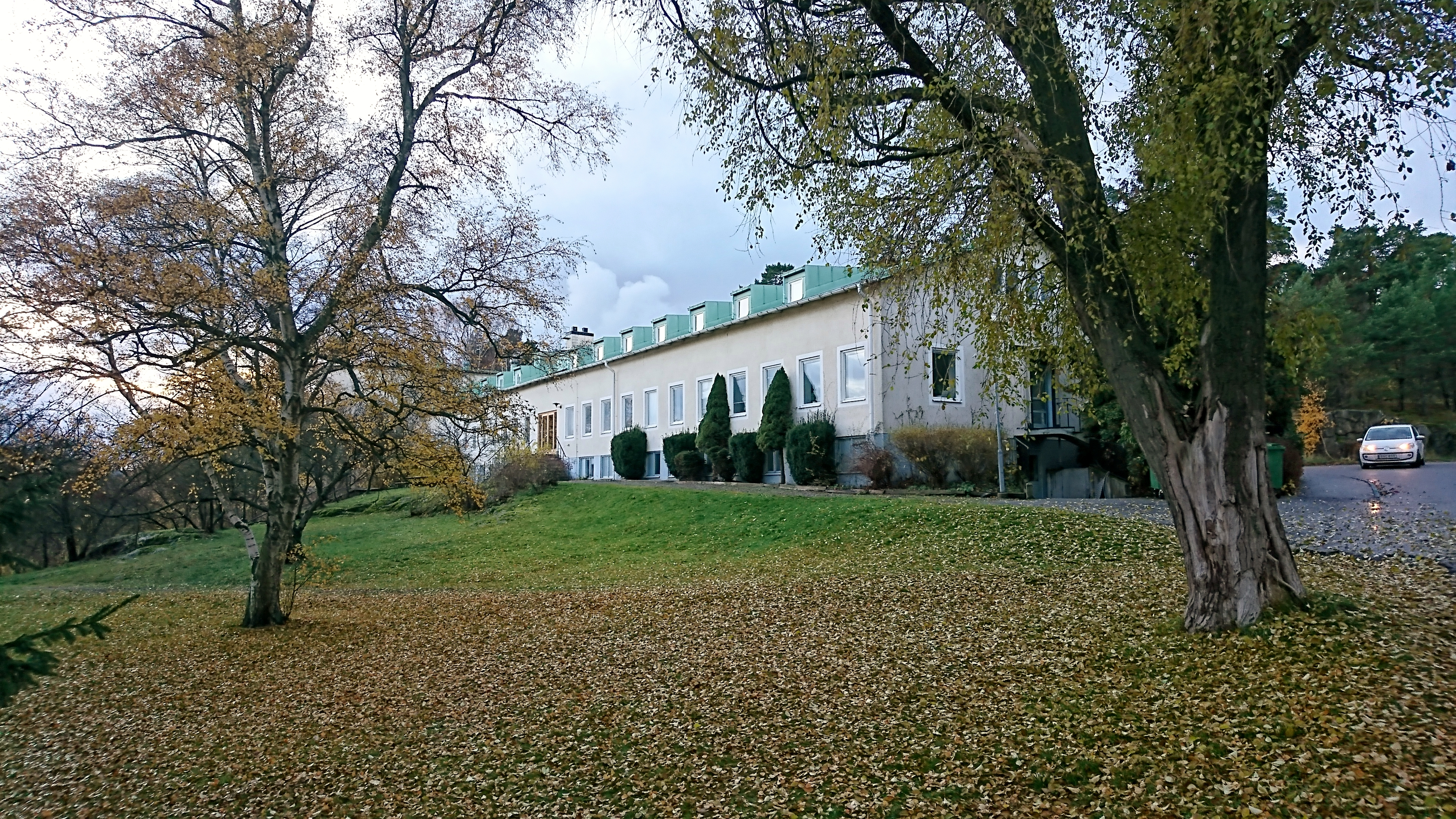
Regementets kanslihus i Lilla Frösunda
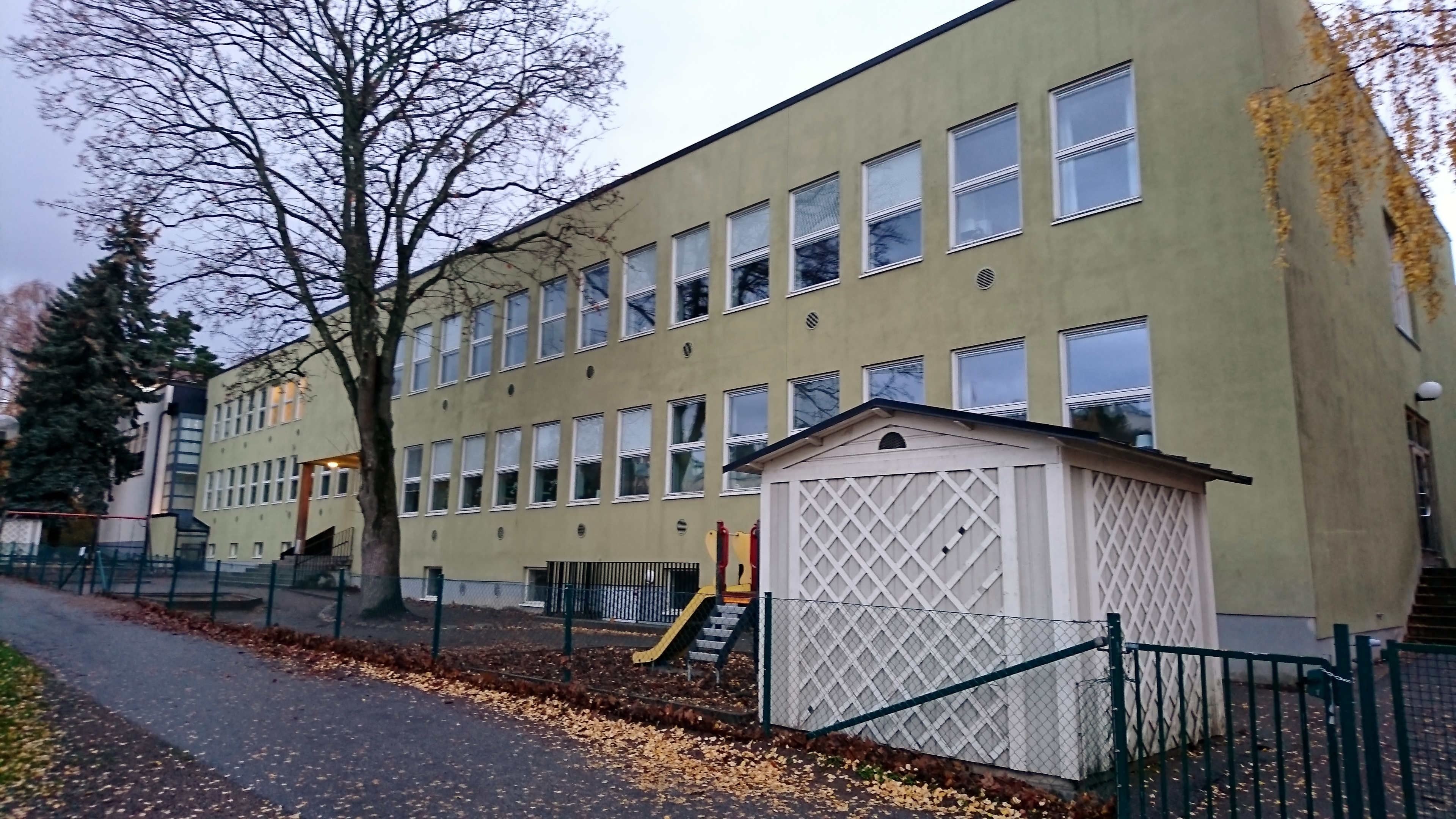
Före detta skolhus i Lilla Frösunda
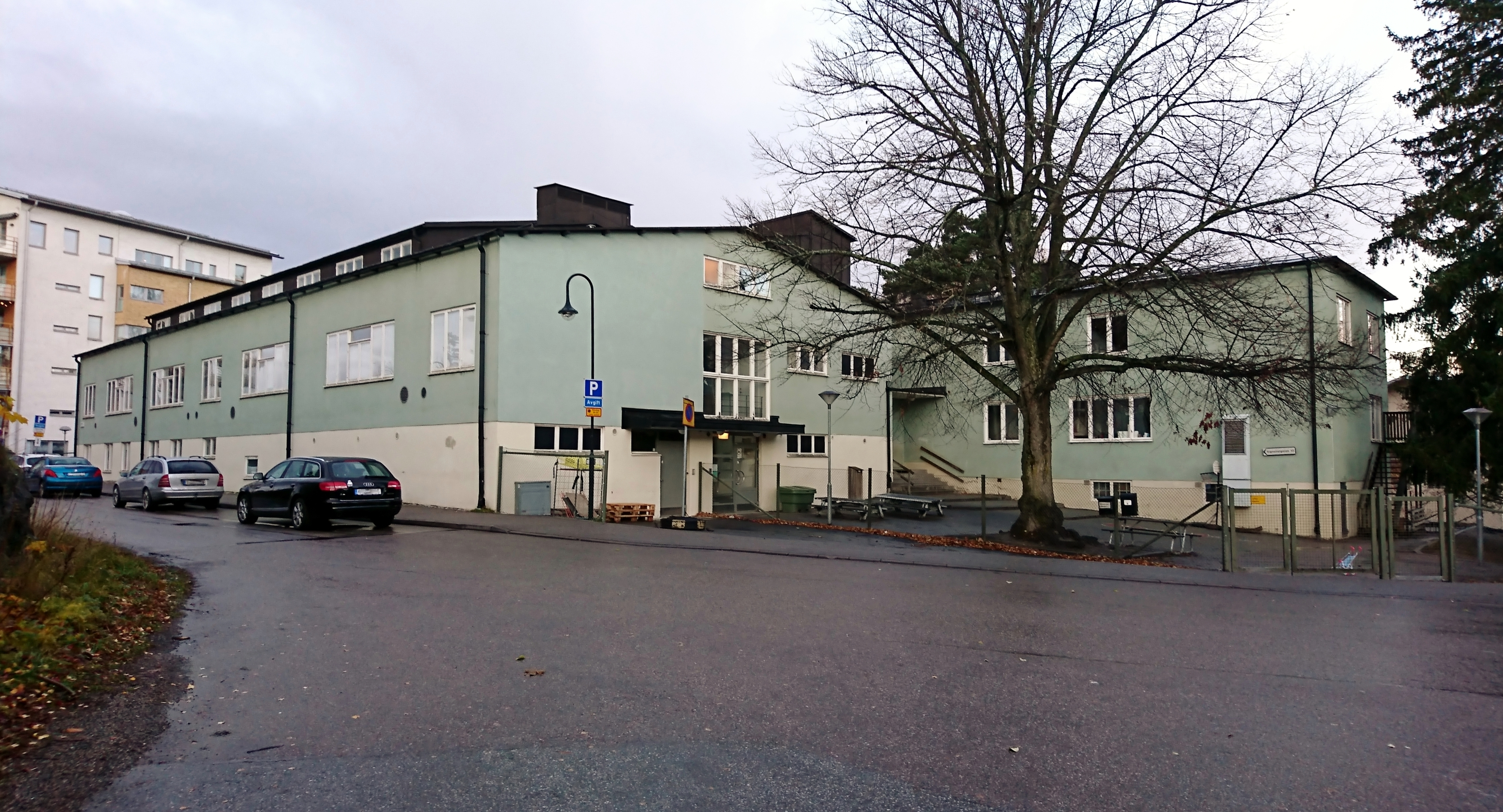
Före detta logementsbyggnad i Lilla Frösunda
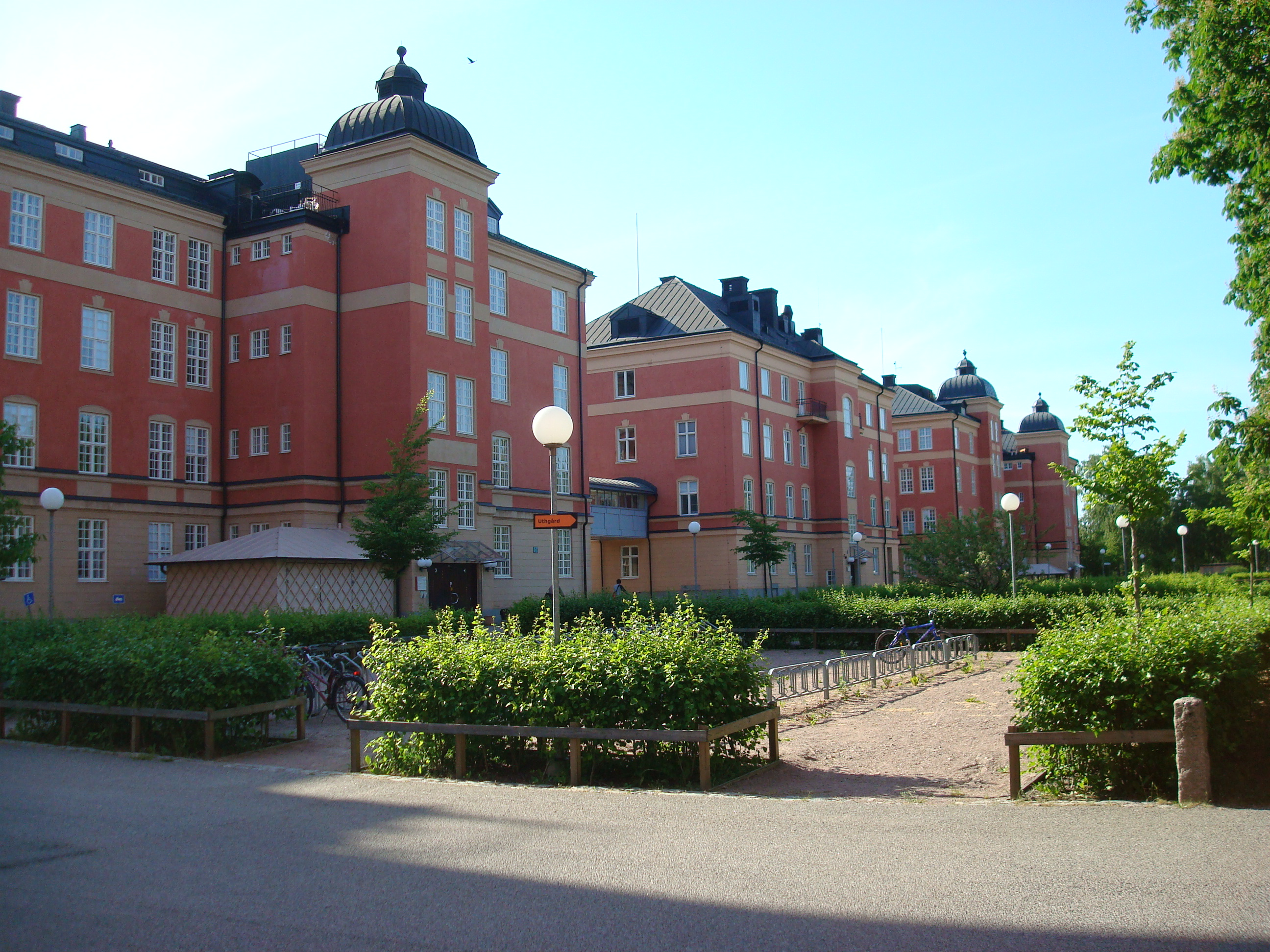
De gamla kasernbyggnaderna vid Polacksbacken, Uppsala, uppförda 1912 där universitetet numera bedriver verksamhet.
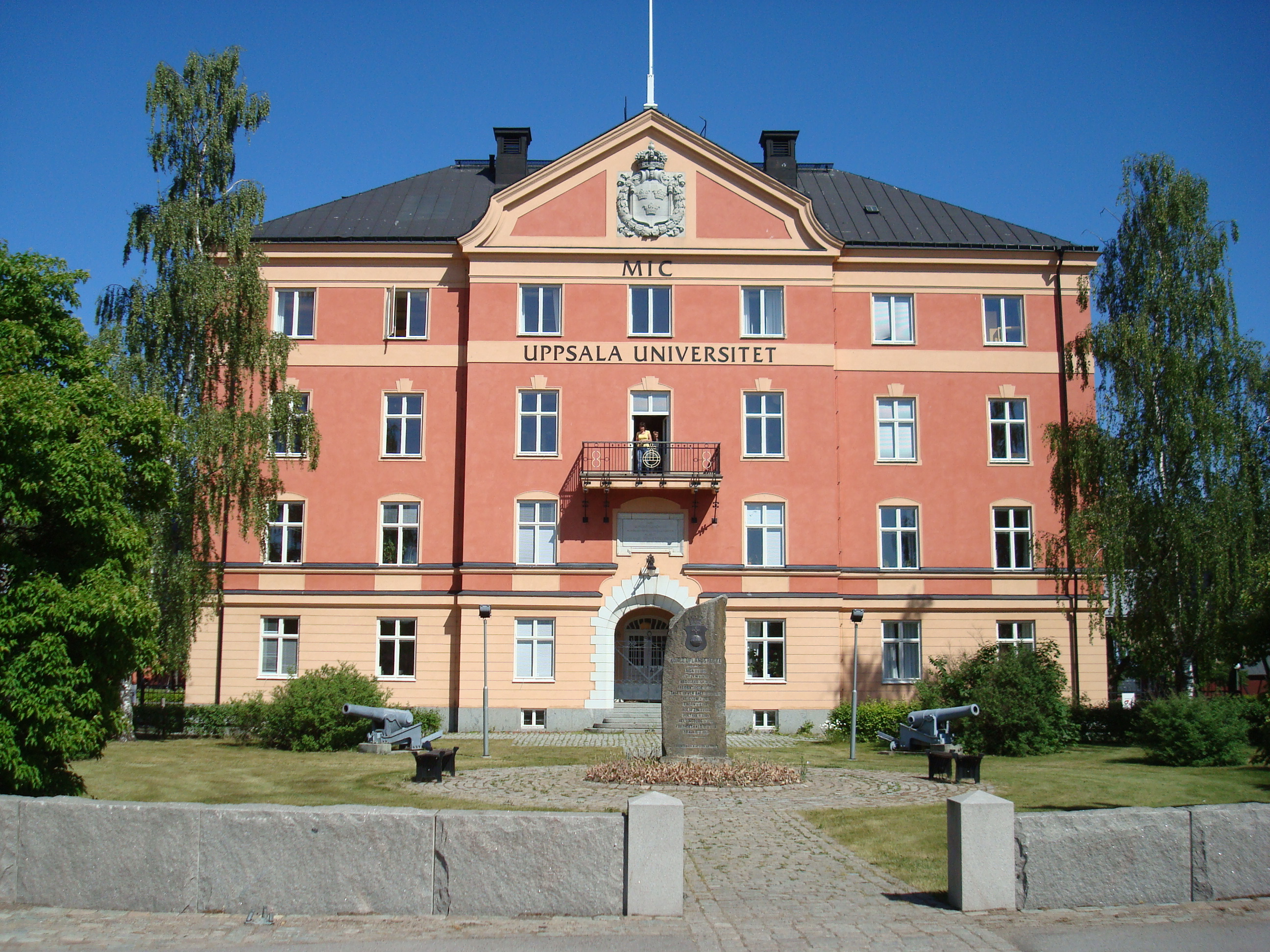
Kanslihuset vid Polacksbacken.
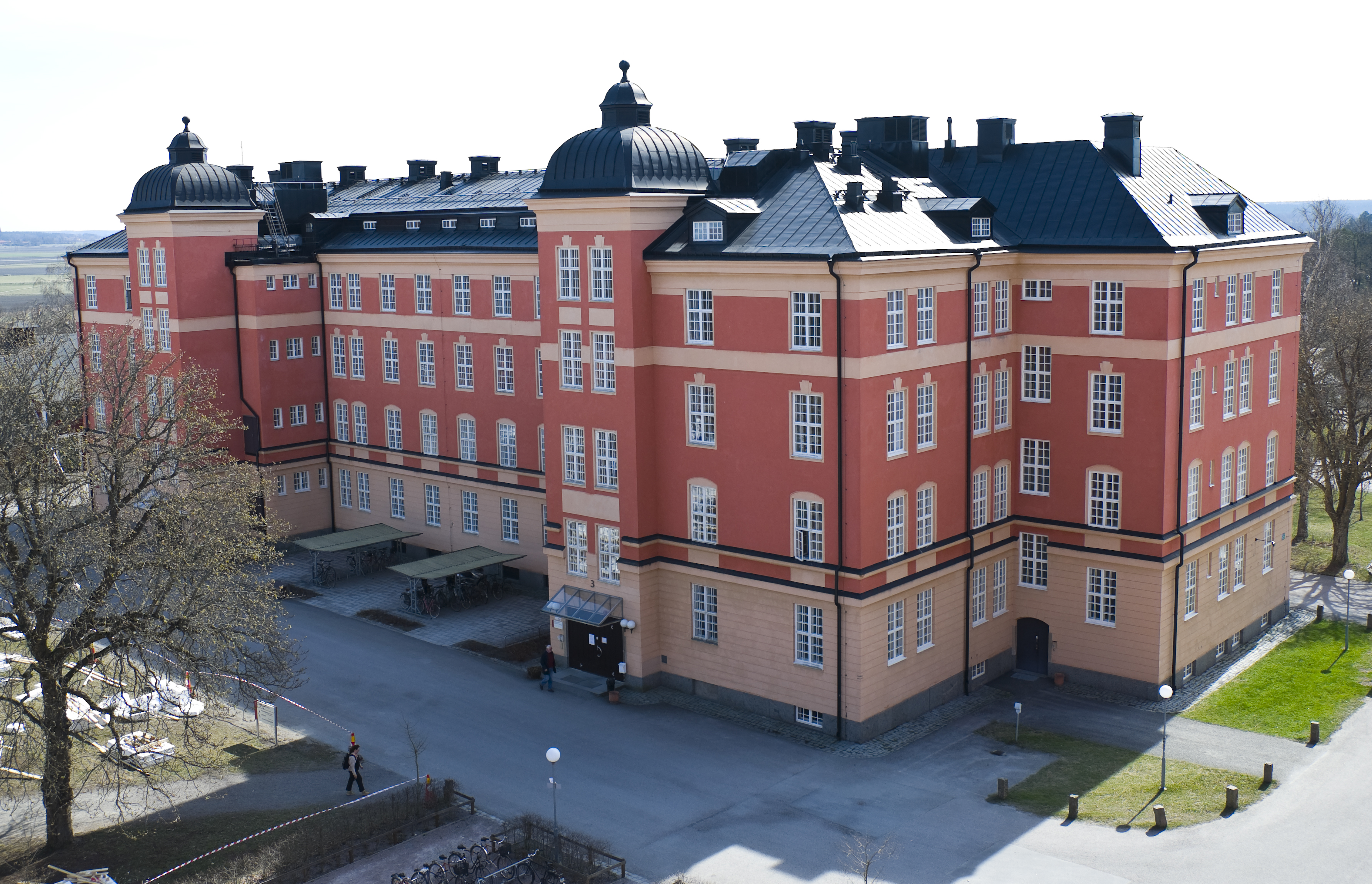
Kasernbyggnad vid regementets förläggning i Uppsala åren 1957–1982.
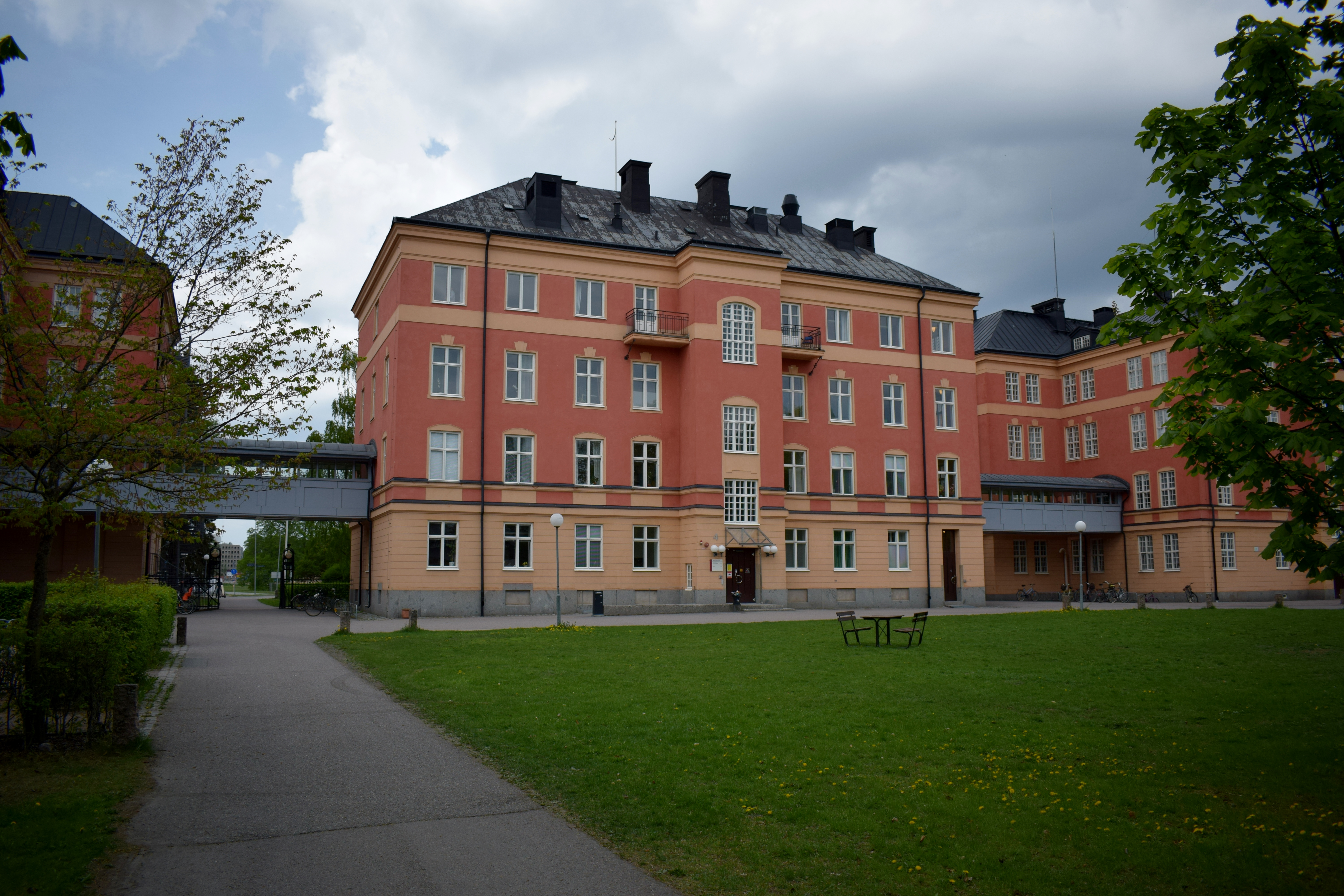
Vy över kanslihuset sett från insidan av kasernetablissement vid Polacksbacken
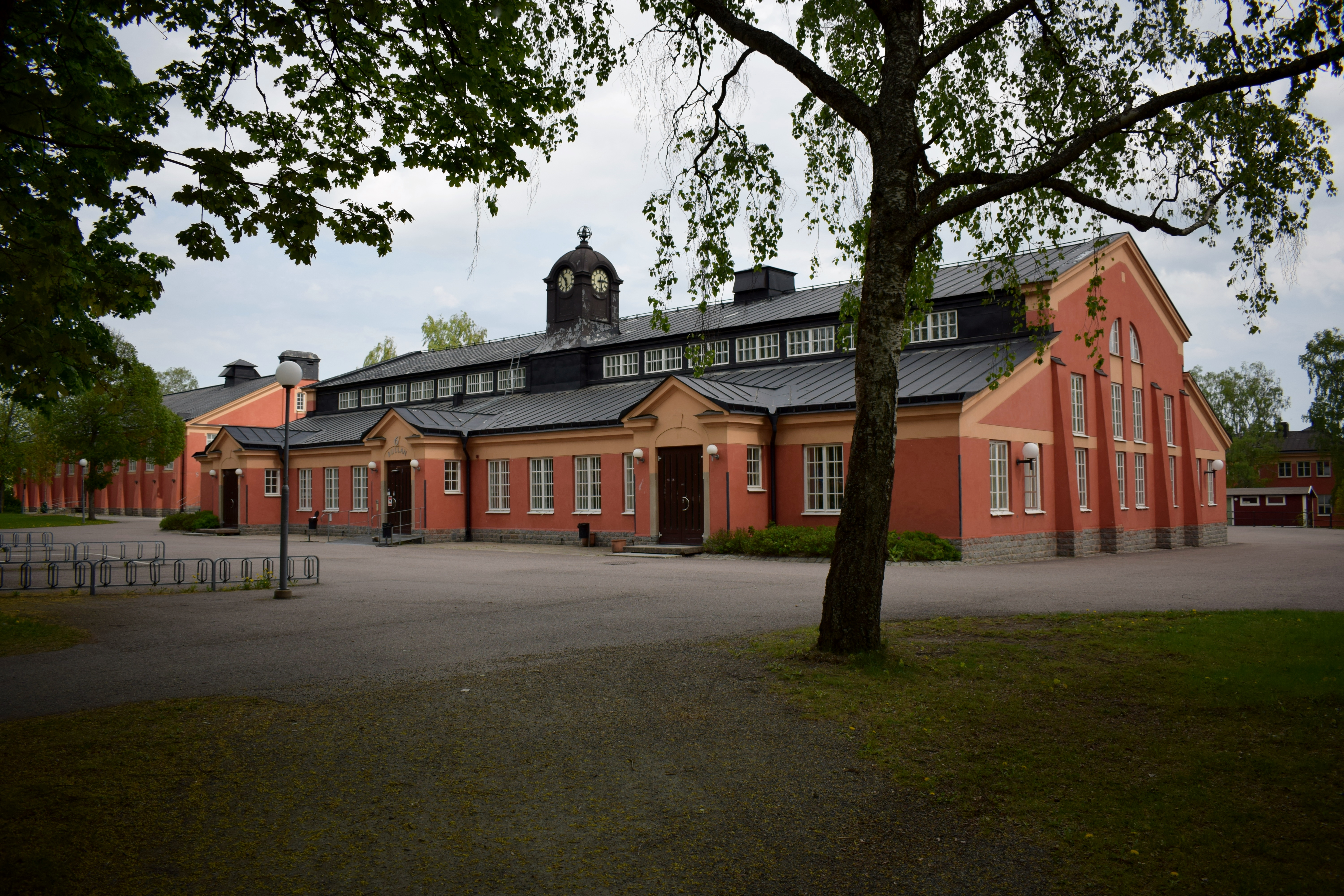
Matsalsbyggnad vid Polacksbacken
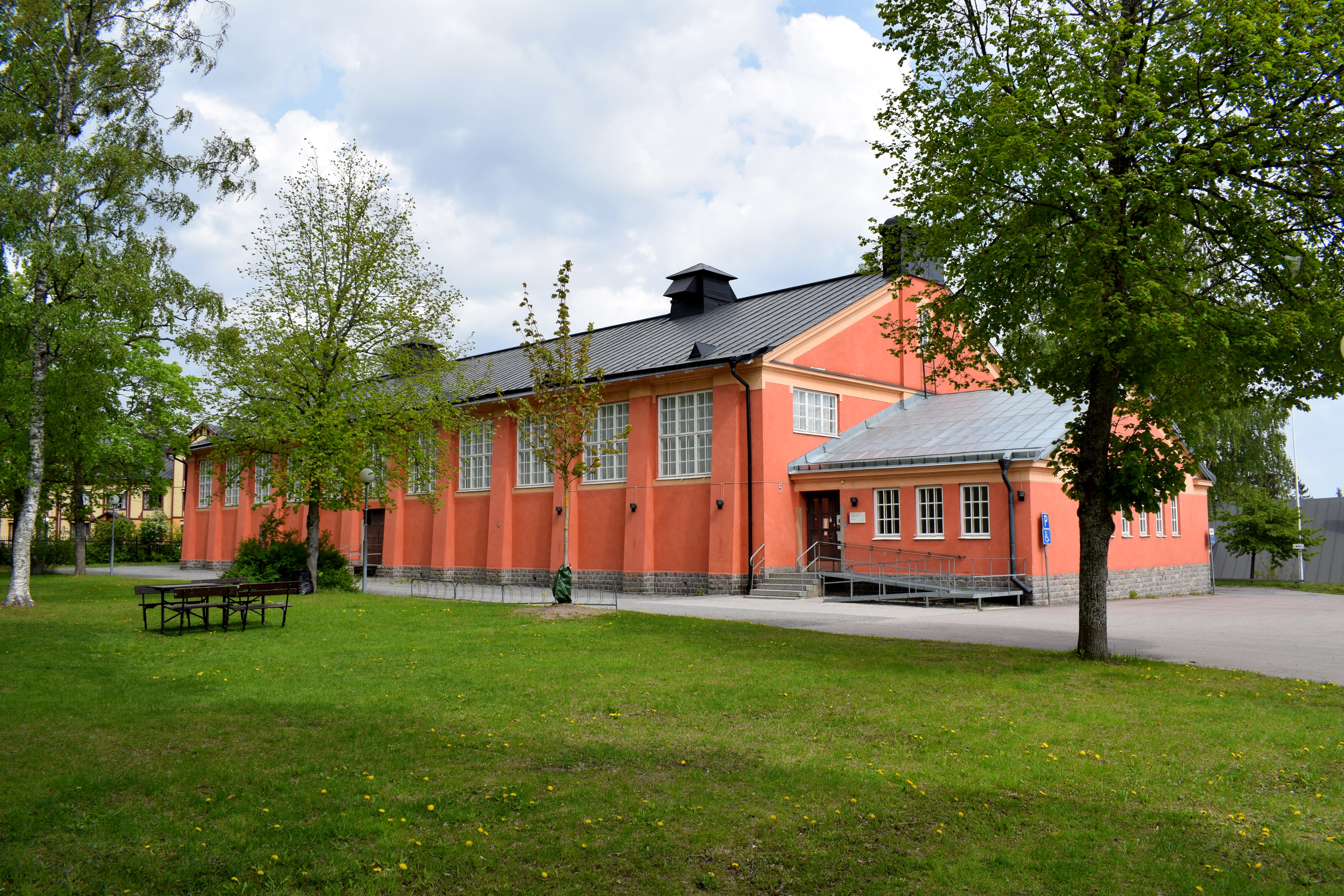
Exercishallen vid Polacksbacken
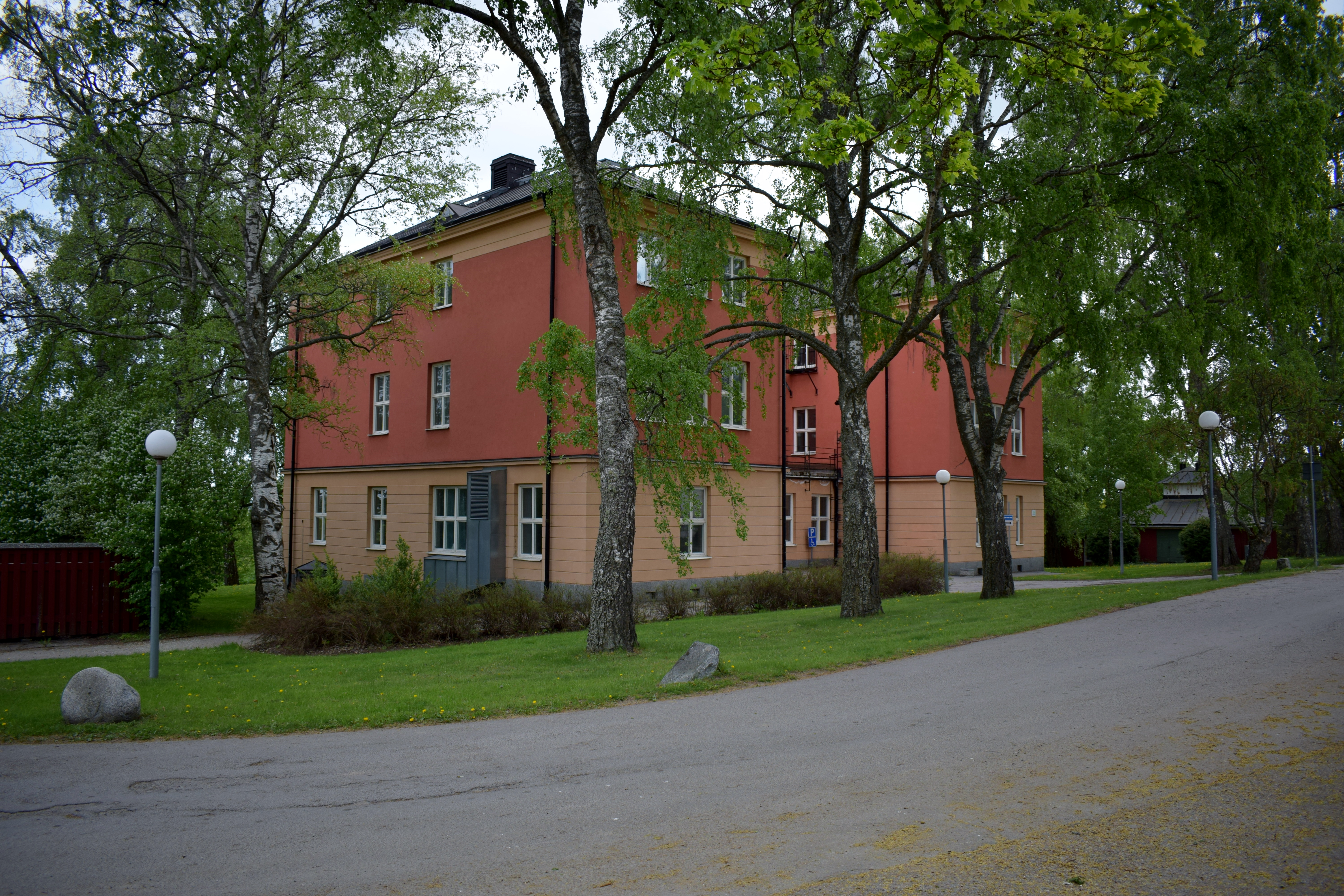
Sjukhusbyggnad vid Polacksbacken
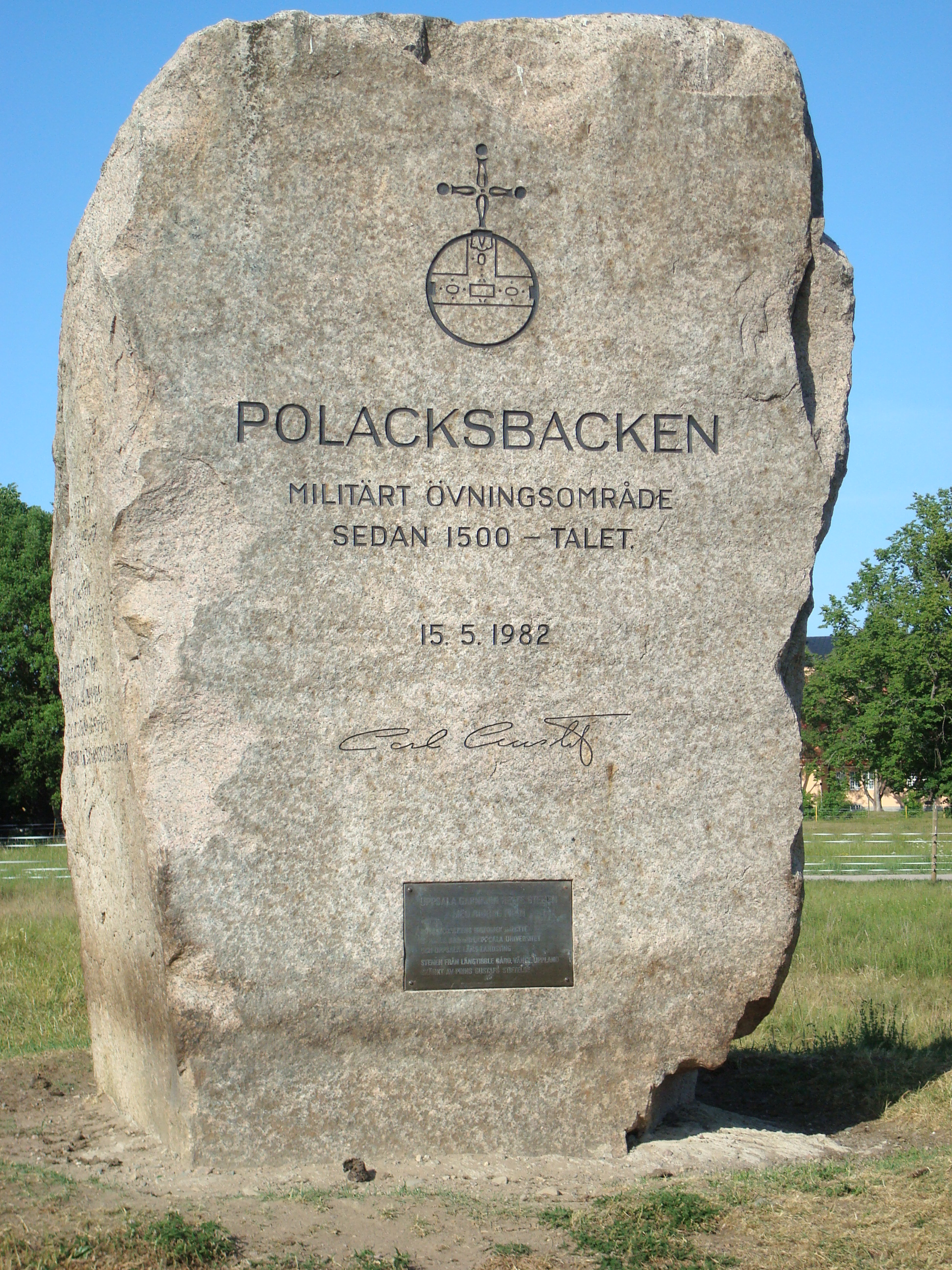
Minnessten över den militära verksamheten vid Polacksbacken.
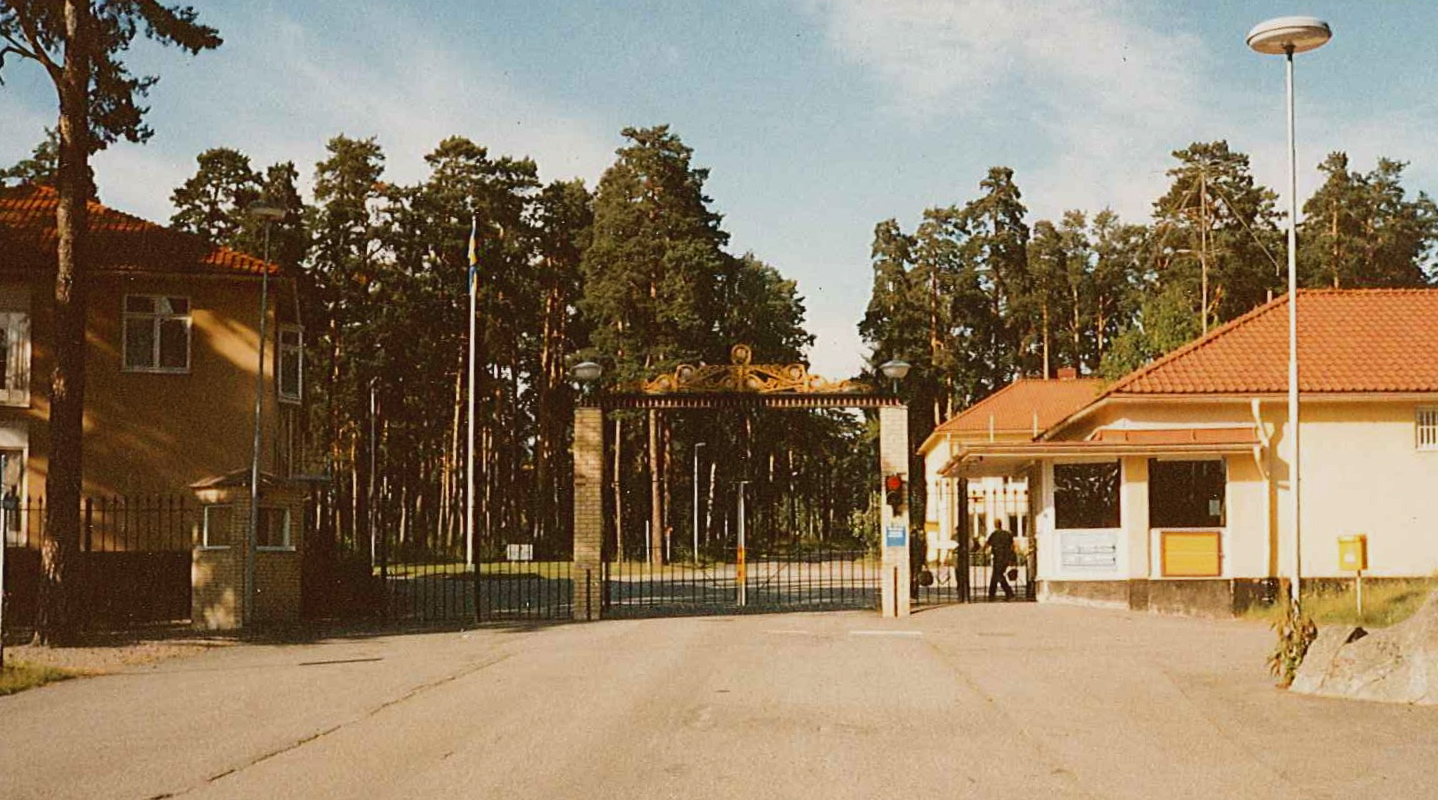
Entré till regementets förläggning i Enköping åren 1982–2006.
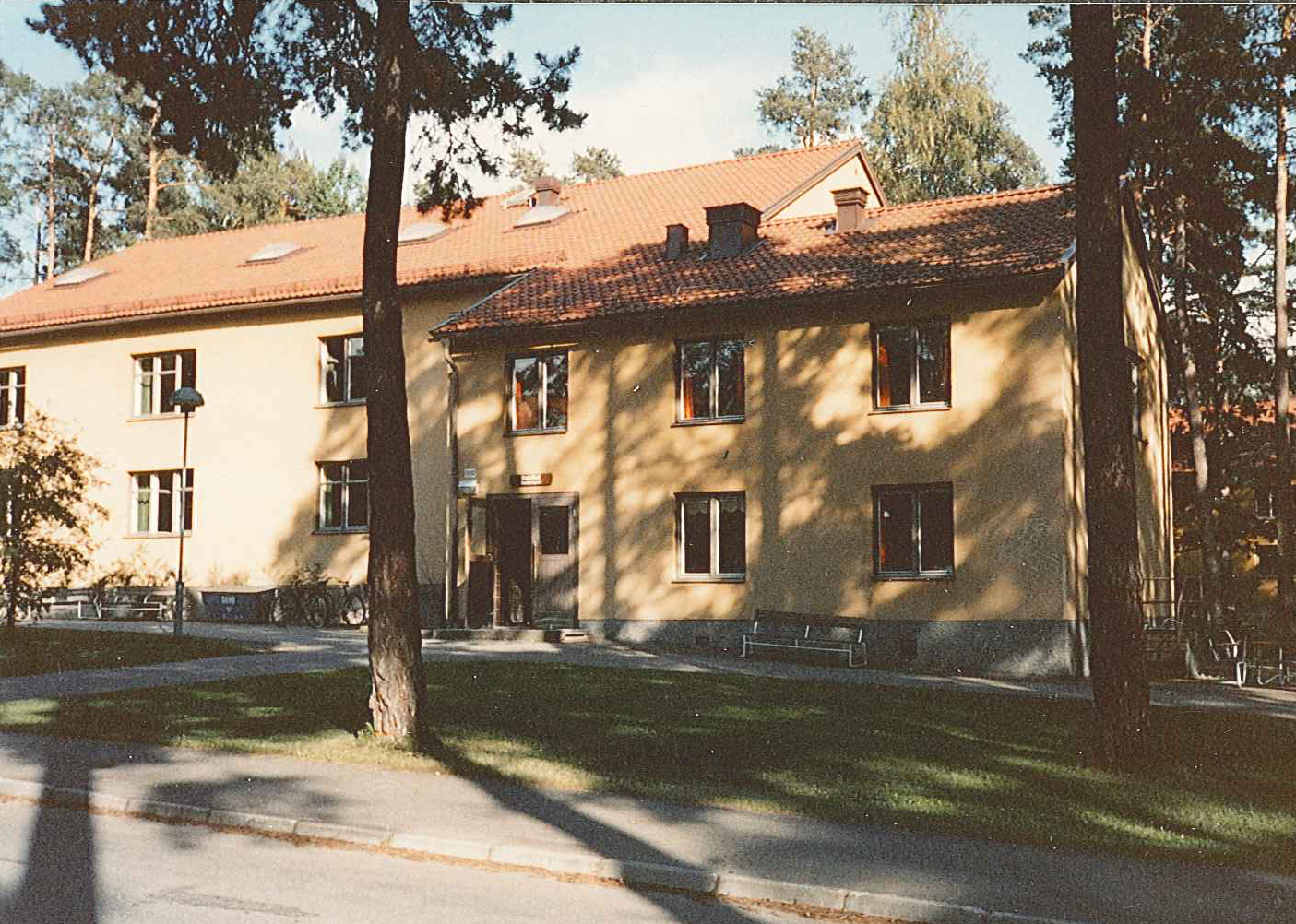
Kasernbyggnad vid regementets förläggning i Enköping åren 1982–2006.